# クイーン・ヴィクトリア (客船)
クイーン・ヴィクトリア (英語: MS Queen Victoria, QV) は、2007年12月時点でキュナード・ライン最新のクルーズ客船である。船籍はイギリス（バミューダ諸島）。

## 概要
船名はイギリスの最も繁栄した時代の女王であるヴィクトリア女王にちなんで命名された。イタリアのフィンカンティエリによって建造され、基本設計はクイーン・エリザベス号など他のビスタクラスの客船と共通。全長90,049GTとキュナード社の運行する客船で最も小柄である。改装前の客室は全部で1007室あり、そのうちの864室が海側に面していた。7つのレストランと13の居酒屋（バー）を構えプールは3基、大宴会場 (en) と映画館を1箇所ずつ備える。また、船内に運動不足解消の為のアスレチックジムもある。新興国の富裕層の取り込みを狙っている。
イギリスは伝統的に女王の時代に繁栄するといわれており、本船もそれに肖って（あやかって）命名された。姉妹船のうちクイーン・エリザベス2とクイーン・メリー2はいずれもオーシャン・ライナー（航路客船）として建造されたが、クイーン・ヴィクトリアはクルーズ客船として建造された。なお、「ヴィクトリア」という名称は、初代クイーン・メリーが当初予定していた船名であり、70年の時を経てようやく日の目を見た。

## 名前の由来と特徴
キュナード社が送り出した歴代の航路客船と対比すると、本船クイーン・ヴィクトリアは船体（英語）を重厚な鋼板で包んでいない。大西洋航路（英語）の高波対策として、船首部（英語）は全体より厚みのある鉄板を用いてあり、乾舷（英語）も高く確保した。かつて僚船QM2の建造にバース単位でおよそ30万アメリカドルと、同時代の客船の平均経費の2倍を費やしたキュナード社だが、投資額を考慮して本船はヴィスタ・クラスに格付けし、QE2のデザインを取り入れてマイナーな改変を施した。それでも2009年に本船の船長（英語）を務めたイアン・マクノートによると、伝統的な装飾を継承した航路客船らしさが魅力だという。
本船の公試運転は2007年8月下旬に地中海で始まり母港サザンプトンに回航されると、同年12月7日に命名式が行なわれた。キュナードの伝統に則り英王室の女性王族が客船に命名するため、ゴッド・マザー（名付け親）はコーンウォール公爵夫人（のちの王妃）カミラが務めた。ところがシャンパンボトルが割れないというハプニングが起こり、ただちに投じた2本目のボトルは砕けて命名式は成功したとはいえ、船乗りの世界ではあまり縁起が良くないとされる出来事であった。2007年12月11日、北欧に向けて初のクルーズに出航した。

## 就役までの経緯

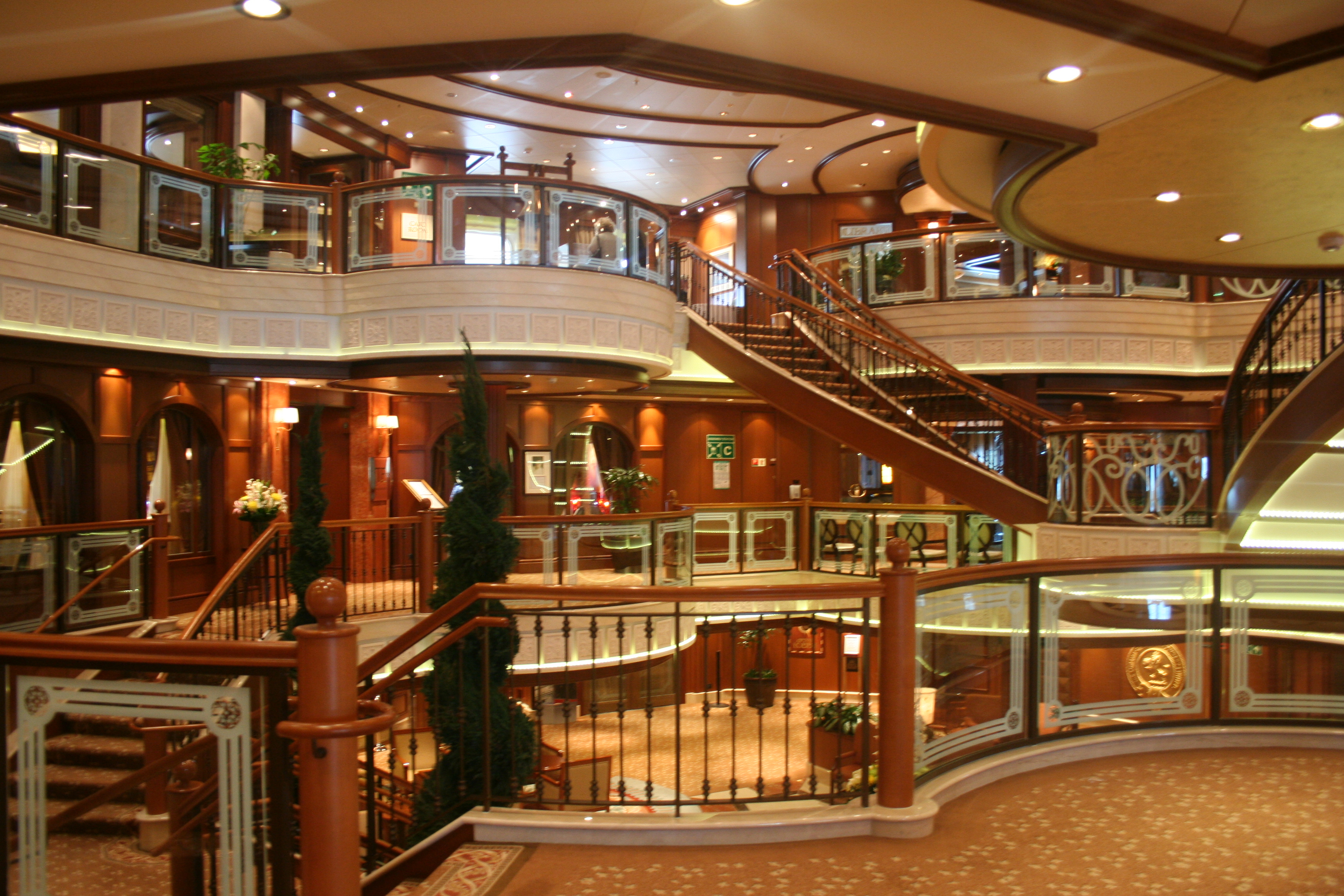
クイーン・ヴィクトリアのエントランス

1998年にキュナード・ラインを買収した米カーニバル・コーポレーションは老朽化が目立ってきたクイーン・エリザベス2の代船を計画した。当初はカーニバル傘下のホランド・アメリカ・ライン向けに建造されたザイデルダム級の改良型・通算5番船をキュナード船「クイーン・ヴィクトリア」として建造する計画で 、2003年にイタリアのフィンカンティエリ社で建造が始まった。
先行して2004年に商業運航を開始したクイーン・メリー2が大成功を収めたため、カーニバル社ではクイーン・ヴィクトリアも乗客のクラス設定を定期航路と同等にするなど従来の性格を引き継がせて、客室や公室レイアウトなどさらに高級化を図る事が好ましいと判断した。その実現には既に起工された船体の手直しでは不十分であることから、船台に載せてあった船体はアーケイディア（Arcadia）として竣工させ同社傘下のP&Oクルーズで運行すると、「クイーン・ヴィクトリア」となる船体は2004年秋、改めてフィンカンティエリ社で建造にかかる。外見はザイデルダム級やアーケイディアに似ているが、船体は全長を11 m伸ばしパナマ運河通航上限となり総トン数も約5千 t増大、乗客定員も 2千名に増やした 上、クイーンメリー2 で人気を博した設備・設定を盛り込むことが決まった。
2006年5月12日の起工式に続き、内装の基盤や配線配管まで組み込んだ重さ 325 t の鋼鉄製の〈ブロック〉80個を造船所に運び込み、船台に組み付けていった。翌2007年1月15日、本船を船台から海に降ろすについて〈キュナードの4女王〉すべての建造に携わった同社社員モーリン・ライアン Maureen Ryan は船体をシャンペンで潤した。式典では伝統に従ってマスト（英語）に硬貨を置く儀式 – この時はユーロ硬貨とビクトリア金貨（英語）を1点ずつレーダーマストの根元に半田付けしている。
建造地のベネツィア港を離れ、2007年8月24日に本船の公試運転（en）開始、船主への引き渡しを経て同年12月7日にイギリスの母港サウサンプトンに到る。ファンファーレが鳴り響き、マスコミは女性王族が命名した イギリスの黄金時代を象徴する船名を連呼しては豪華な内装を熱心に放映し、「キュナード最高の豪華客船」と持ち上げた。

### 歴代の船長とマスター
本船クイーン・ヴィクトリアの初代マスターにポール・ライト船長 Paul Wright が任命された（2006年10月）。第2代マスターはクリストファー・ラインド船長 Christopher Rynd が就任、またイアン・マクノート船長 は短期ではあるが本船の指揮をとり、シーボーン（英語）へ転属になる。
クイーン・ヴィクトリアの初の外洋航海は母港から北欧を目指した10日の旅で、出港日は2007年12月11日。続いてカナリア諸島まで走った本船は、いよいよ初の世界一周の旅（英語）と銘打ち、地球を107日で 周回した（英語）。同じ試みに挑み、かつて初めて地球一周の船旅を成し遂げた「ヴィクトリア」という船は、1519年から1522年にわたる1153日間をかけている。この航海の最初の区間はQE2と並走して大西洋を横断、ニューヨーク港に入ると2008年1月13日に自由の女神像の見守るなかQM2と合流する。祝福の花火が上がり、キュナード社の〈3女王〉が初めて同じ港に係留された。QE2の引退が同年後半に迫る ため、同社はその前に実現させようと手を尽くしたし、3船が揃う機会はこの時だけになると発表 してもいる。結局はQE2の引退日程がずれこんで、2008年4月22日にサウサンプトンで再会することになる。
マルタ島で本船は2008年5月、スラスターの不具合により埠頭に船体を引っ掛けてしまう。損傷は軽微で航行に支障はないと見られたものの補修のため足止めされ、日数を取り戻すため予定にあったラグレット港（チュニジア）への寄港はキャンセルされた。

### 日本への寄港
2009年3月5日、長崎港へ初寄港している。

### Inger Klein Olsen 船長
世界一周の3巡目をこなした2010年、本船に迎えられたクリス・ウェルズ船長 Chris Wells はビスタクラスの操船に慣れると、同年末までにクイーン・エリザベスに転ずる。この年、シドニー港でピンクにライトアップされ、乳がん研究の支援に賛同を表明している。その2010年の12月9日にキュナードは同社初の女性船長の就任を発表 、12月15日着任の Inger Klein Olsen を紹介した（出身地ファロー諸島（英語）
。）

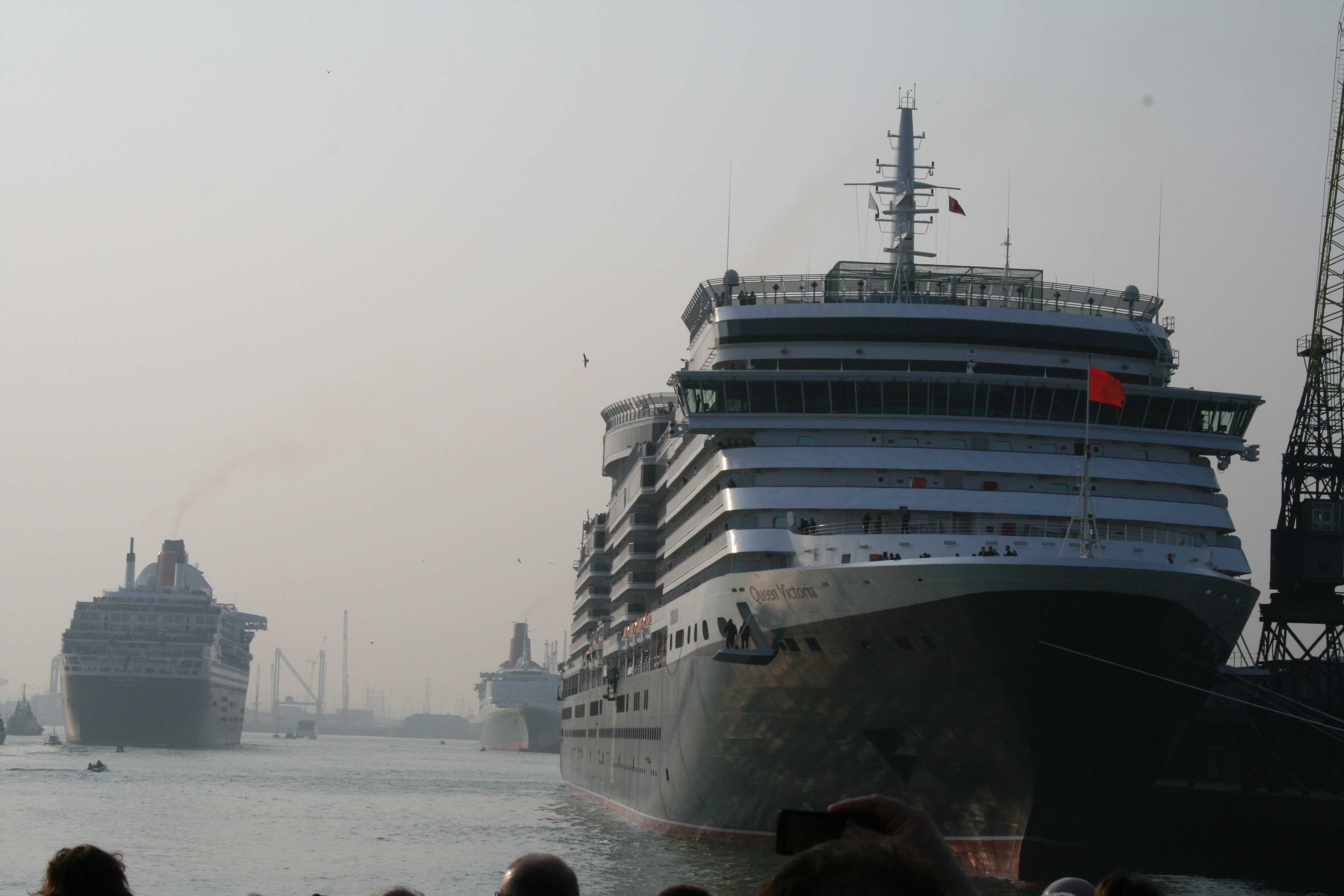
本船（右）、後方にQE2、横を通過しようとするQM2。旧母港のサウサンプトンにて

クイーン・ヴィクトリアと僚船は船上結婚式の需要に応え、2011年10月末にサウサンプトンからバミューダ諸島のハミントンヘ母港を転籍する。これにより、船体に入った「Southampton」の文字も「Hamilton」に塗り替えられた。

### キュナード船のランデブー
女王と名の付くキュナード3船は2011年1月、2年前と同じ13日にランデブーを果たす。今回はニューヨーク市でクイーンメリー2を待ち受けるため、本船とクイーン・エリザベス（QE）は並走して大西洋を渡った。当日午後6:45、自由の女神像のお膝元に3船が揃ったのを合図に Grucci 社の花火が夜空に咲き、ランデブーを記念してエンパイヤステートビルは真紅にライトアップされた。同年3月に入り、 キュナードから引退したクイーン・メリー2（QM2）を初めて追い抜く。初代のクイーン・メリーはカリフォルニア州ロングビーチに係留され、水上ホテルとして余生を過ごしている。
3船の再会は2012年7月5日にも実現し、今回は旧母港に集まりイギリス女王エリザベス2世の戴冠50周年（英語）を祝賀した。QM2の就航10周年という機会にも3船はランデブーを行い、集合する港はポルトガルのリスボン港、日付は2014年5月6日である。リスボンを離れる3船は縦に一直線に並んでサウサンプトンに向けて出港した。5月9日、QEと本船はサウサンプトン水道を縦一列で進むと、待機するQM2の前で誕生日を祝うお辞儀をするように、舳（へさき）と舳を合わせて停船した。日没後、船の3姉妹が並ぶと花火が打ち上げられ、やがてQM2を先頭に3隻で水道を進んで港を後にした。

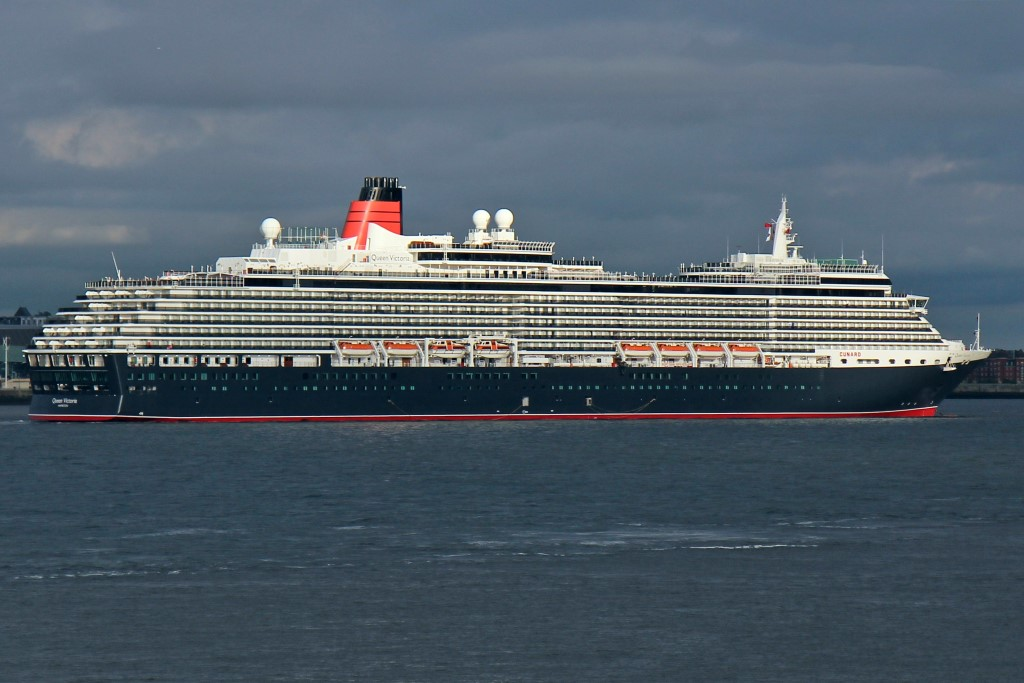
停泊するクイーン・ヴィクトリア。キュナード創業175周年祝賀の日。（リバプール、マージー川）

2015年5月25日、3隻の〈女王〉は創立175周年を迎えたキュナードの祝賀のため、創業の地で本社所在地のリバプールにいた。干潮を待って街を貫くマージー川に縦に並ぶと、完璧に動きを合わせて180度旋回したさまは「リバーダンス」と形容された。続いて3隻は船体を平行に寄せ、中央のQM2が舳をキュナード本社ビルに向けると、左右に僚船が矢の形に寄り添った。イギリス空軍機レッドアローの編隊（英語）がアクロバット飛行（英語）を披露し、赤、白、青の煙で姉妹船の上空を彩る。河岸を埋め尽くした見物客はおよそ 13万人であった。

## 設計

### 屋外部分

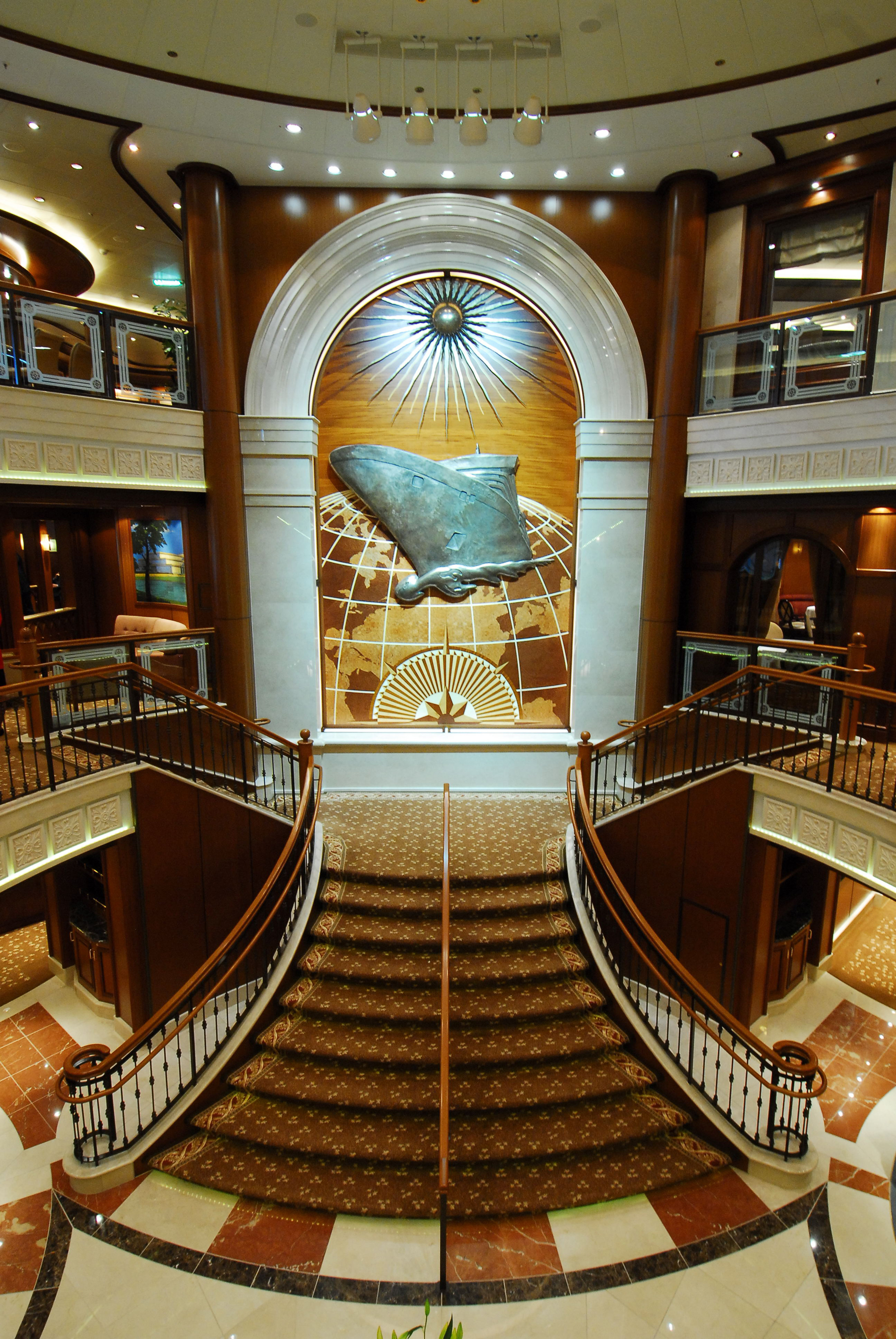
ロビー大階段を飾る浮き彫りパネル。ジョン・マッケンナ作

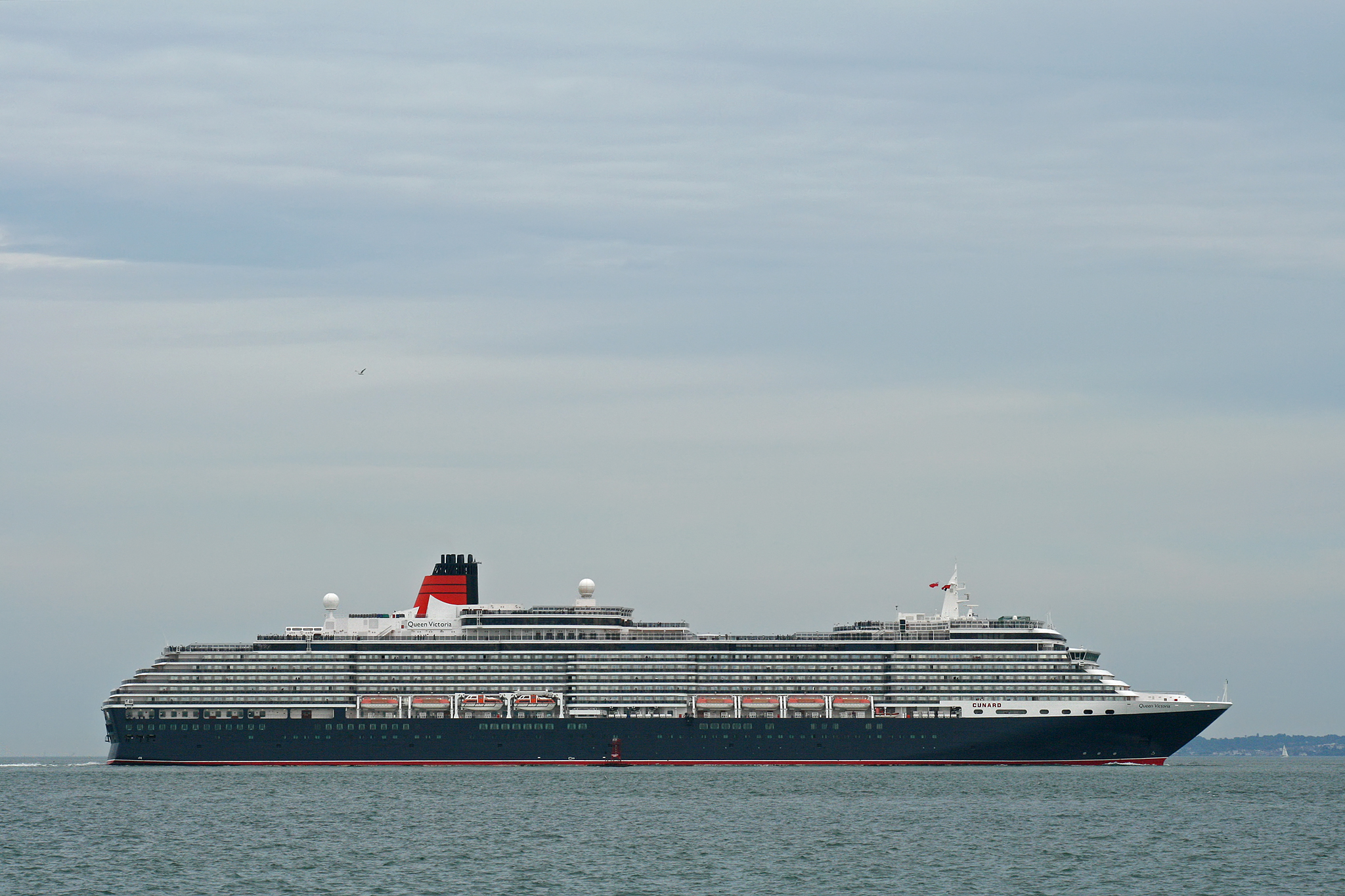
サウサンプトン港から外洋に向かう本船。カルショット砂州浮灯台を通過中。

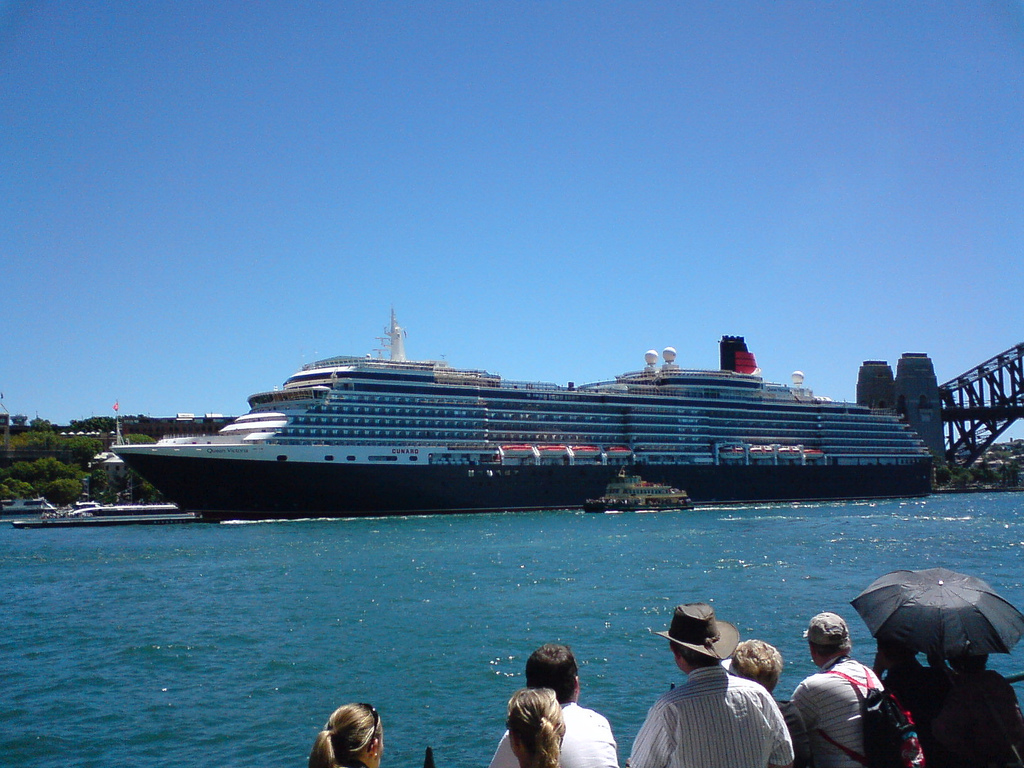
サーキュラーキーに停泊中。シドニー

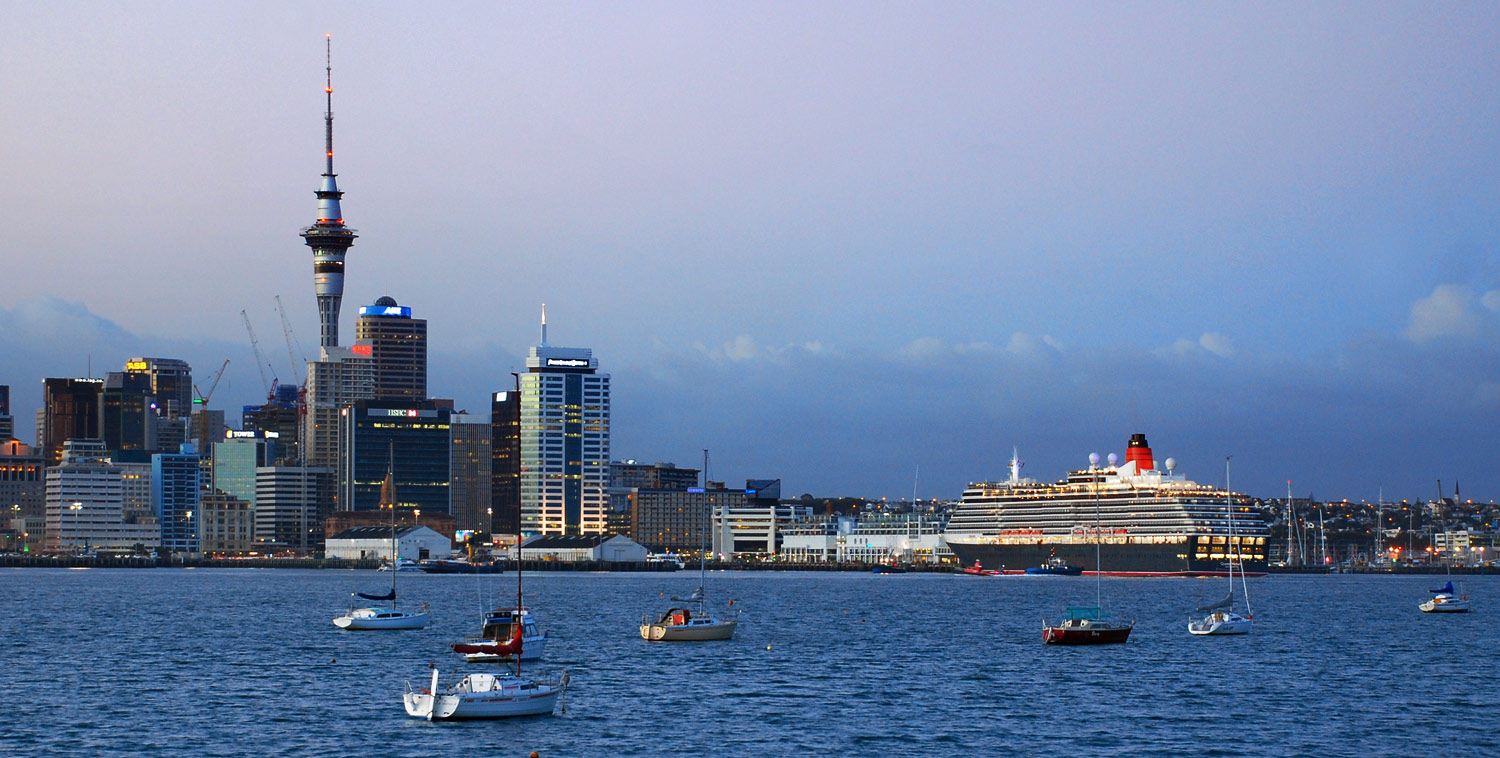
オークランド港を目指す。ニュージーランド

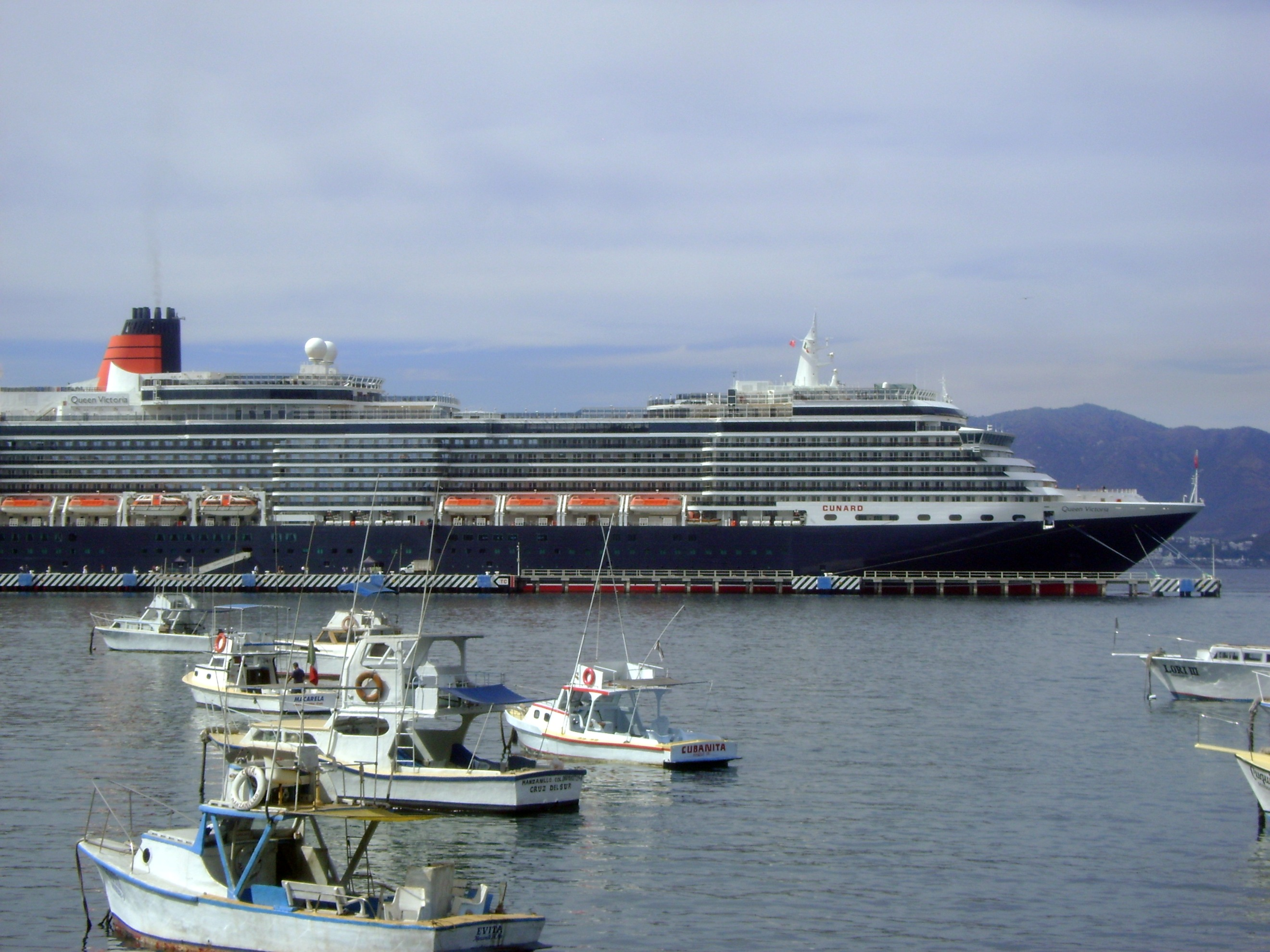
マンザニーロ Manzanillo にて。メキシコ

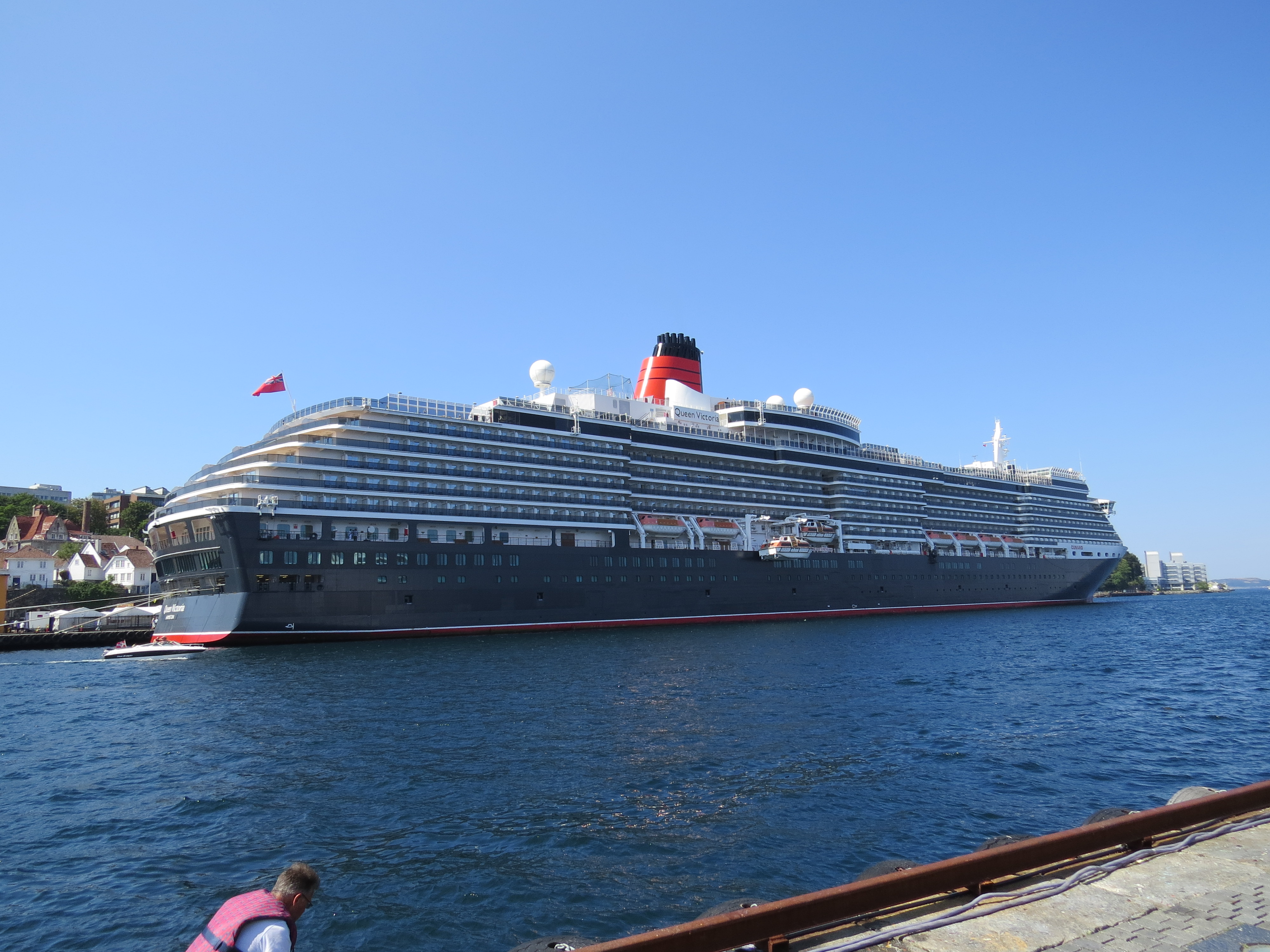
停泊中の本船。ノルウェー、Stavanger

ヴィスタ・クラスの一員としてクィーン・ヴィクトリアの外観は、各社に納品された僚船とほぼ同じパターンに沿っている。
本船とクイーン・エリザベスが明確に違う特徴は船尾になだらかな角度がつけてあり、垂直に近い新型船と見分けやすい。さらに船橋の上部に屋根付きの遊戯デッキ games deck を設けなかった点がクイーン・エリザベスとの差のひとつである。

#### 外装改修 2017年5月
本船に施された2017年春の改修の特徴は、主に船尾の客室の新設とそれに伴う空間利用の見直しである。これにより外観はますますクイーン・エリザベスに近づいた。また船尾に面したバルコニーを縮小して空間に余裕が生まれたことから、後甲板のリドプールもデザインを見直している。

### 設備
本船の共有エリアは主に船内の下層階の2階と3階にまとめてあり、その他の共有空間は船室の等級に無関係に誰でも平等に利用できる。しかしながらクイーン・メリー2とは対照的に、本船は中央に回廊式の通路がなく、主階段はポートサイドに設置した。ロビー階の大階段はクイーン・エリザベスからクイーン・メリーに継承されたタイプに似ており、客室料金帯ごとに指定されたレストランへと乗客を誘導するという機能は3船に共通で、事実上、3等級に分けている。一般客室は標準のブリタニア、ジュニアスイート客室は中級のプリンセスグリル、デラックススイート客室の利用者は上級のクイーンズグリルへ案内する。本船ではクイーン・エリザベスとクイーン・メリー2のこの前例に改善を加えると、プリンセスグリルまたはクイーンズグリルの利用客（Grill Passengers）専用の屋外エリアを10階と11階に確保、「グリルテラス」と呼ぶ。クイーン・メリー2では10階船尾デッキにある。
映画館に貸切式のボックス席を設け、客船では最初の例となった。あるいはまたラウンジの「ウィンターガーデン」をおおうガラス天井は開閉式で、らせん階段で2階建ての図書室と行き来ができる。

#### 船内の改装、2017年5月
2回目の大規模改修は2017年5月に始まり、船尾に船室を新設したほか船内各所をリフォームし、食事エリアを新しく設けた。これにより乗客の定員は1988名から2081名に増えた。
改装箇所として新しくレストラン「ブリタニア・クラブ」を設け、海図室の設備更新のほかウィンターガーデンとヨットクラブにリフォームを施し、屋外プールを増設した。

## 技術

### 船体
基本的な設計や装備は、カーニバル・コーポレーションがホランド・アメリカ・ライン向けに設計・建造したパナマックス型クルーズ船のヴィスタ・クラスを元にしている。改ヴィスタ・クラスはカーニバル傘下の各クルーズラインの共通デザインでもあり、ホランド・アメリカ・ラインやコスタ・クルーズで合計6隻が就役中あるいは建造中である。
本船はクイーン・エリザベス2やクイーン・メリー2と異なり、オーシャン・ライナーとして最適化された船体設計ではない。特に船首は容積効率を最適化させ、荒天時の凌波性を高め高速力を発揮するスマートな形状ではなく、一般的なクルーズ船の形状を採用した。しかし、P&Oクルーズに「アーケイディア」Arcadiaとして配船された当初の設計に比べると、船首の外板や主構造などの強化により大洋における荒天時航行能力を高めている。甲板は外洋航路客船の伝統的なシンボルでもあったチーク材の板張りではなく、鋼板をリノリュームで覆い塗装を施している。

### 動力と推進システム
本船の燃料タンクは重油3千 t、船舶用LPG 150 t を積載でき、最大出力時の燃料消費は毎時12 tである。重油を燃料とするが、特定の管轄権に従い低硫黄燃料でも推進する。

## 事件
2007年の航海中、12月21日に乗客122名、乗務員11名のノロウイルス集団感染を公表した。乗客1名が乗船前に罹患していたと公式に発表があり、またコーンウォール公爵夫人が進水式（英語）でシャンペンの瓶を割り損ねたのも、こんな不吉な出来事の前兆だったかと噂にされた。ほとんどは快復し、報道時点で30名が加療中とされた。
この事件はアメリカの疾病コントロールセンター（略称CDC）の公式サイトに掲載されていないが、ノロウイルス感染は上記以外にも洋上で3件発生した記録がある（2010年1月4日、同年1月12日、2018年2月21日）。
同船はマルタ島ヴァレッタのグランド港に2008年5月14日に初めて寄港した際は、スロットルの故障により接岸に失敗して埠頭に衝突した。船尾の修理のため、出港を1日延期している。